# Ванюшкин, Юрий Дмитриевич
Юрий Дмитриевич Ванюшкин (18 января 1956, Москва) — советский футболист, полузащитник. Мастер спорта СССР (1978). Тренер.

## Биография
Воспитанник СДЮШОР «Торпедо» Москва, первый тренер Николай Сенюков. С конца 1973 года — в дубле, чемпион СССР среди дублеров (1975). В чемпионате дебютировал 26 июня 1976 в домашнем матче против ЦСКА (0:4) — вышел при счёте 0:0 на 40-й минуте, заменив Сергея Пригоду. Регулярно в основной команде стал играть с конца 1977 года. Провёл три матча в Кубке УЕФА 1978/79.
В 1980 году перешёл в команду первой лиги «Крылья Советов» Куйбышев, в мае для прохождения армейской службы был переведён в смоленскую «Искру». Через два года вернулся в «Торпедо». 4 августа 1982 года в матче со «Спартаком» Москва получил тяжелую травму, которую ему нанёс Александр Калашников. Восстанавливался в течение двух лет, играя за дубль. Завершал карьеру в командах второй лиги «Спартак» Рязань (1984—1985) и «Арсенал» Тула (1986).
Окончил Московский областной государственный институт физической культуры (физическая культура и спорт, 1986).
Некоторое время играл за мужские и заводские команды. Работал детским тренером в клубе ГПЗ-1 «Подшипник». Главный тренер «Пресни» (1991—1992). С 1999 года — тренер в школе «Торпедо».